# Liste der Biografien/Cel
Liste der Biografien |
Portal Biografien |
Personensuche
# |
A |
B |
C |
D |
E |
F |
G |
H |
I |
J |
K |
L |
M |
N |
O |
P |
Q |
R |
S |
T |
U |
V |
W |
X |
Y |
Z |
?
 
Ca |
Cb |
Cc |
Ce |
Ch |
Ci |
Cj |
Ck |
Cl |
Cm |
Cn |
Co |
Cr |
Cs |
Ct |
Cu |
Cv |
Cw |
Cy |
Cz
 
Cea |
Ceb |
Cec |
Ced |
Cee |
Cef |
Ceg |
Ceh |
Cei |
Cej |
Cek |
Cel |
Cem |
Cen |
Ceo |
Cep |
Cer |
Ces |
Cet |
Ceu |
Cev |
Cey |
Cez
Die Liste der Biografien führt alle Personen auf, die in der deutschsprachigen Wikipedia einen Artikel haben. Dieses ist eine Teilliste mit 274 Einträgen von Personen, deren Namen mit den Buchstaben „Cel“ beginnt.

## Cel
- Cel, Aaron (* 1987), französisch-polnischer Basketballspieler

### Cela
- Çela, Aranit († 2018), albanischer Richter, Staatsanwalt und kommunistischer Politiker
- Cela, Camilo José (1916–2002), spanischer Schriftsteller und NobelpreisträgerCamilo José Cela (1916–2002)

Camilo José Cela (1916–2002)

- Cela, Carlos (1936–2024), spanischer Fußballspieler
- Celada, Carlo (1884–1957), italienischer Turner
- Celades, Albert (* 1975), spanischer Fußballspieler
- Celadion, Bischof von Alexandria
- Čelakovský, František Ladislav (1799–1852), tschechischer Dichter, Journalist, Übersetzer
- Čelakovský, Jaromír (1846–1914), tschechischer Archivar, Rechtshistoriker und Politiker
- Čelakovský, Ladislav František (1864–1916), tschechischer Botaniker
- Čelakovský, Ladislav Josef (1834–1902), tschechischer Botaniker
- Celâl, Melek (1896–1976), türkische Künstlerin
- Celâl, Sakallı (1886–1962), türkischer Intellektueller und Exzentriker
- Celal, Šaswar (1946–1978), kurdischer Politiker im Irak
- Čelan, Kaća (* 1956), serbisch-US-amerikanische Theaterwissenschaftlerin, Autorin und Regisseurin
- Celan, Paul (* 1920), deutschsprachiger LyrikerPaul Celan (* 1920)

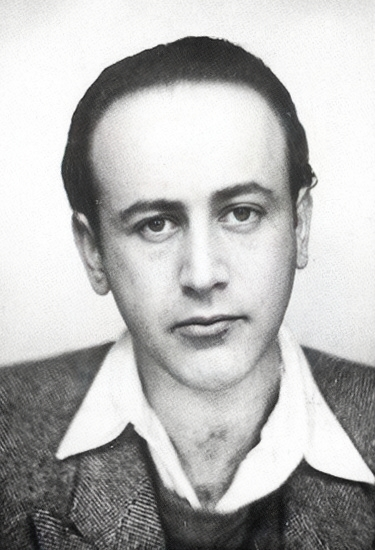
Paul Celan (* 1920)

- Celani, Fatjon (* 1992), albanischer Fußballspieler
- Celano, Guido (1904–1988), italienischer Schauspieler, Filmregisseur und Synchronsprecher
- Celano, Guillermo (* 1977), argentinischer Jazzmusiker (Gitarre, Komposition)
- Celano, Jacovella da (* 1418), italienische Adelige, Gräfin von Celano und Venafro und Baronin von Carapelle Calvisio
- Čelanský, Ludvík Vítězslav (1870–1931), tschechischer Dirigent und Komponist
- Celar, Žan (* 1999), slowenischer Fußballspieler
- Celardo, John (1918–2012), US-amerikanischer Comiczeichner
- Célarié, Clémentine (* 1957), französische Schauspielerin und Sängerin
- Celasco, Gerardo (* 1982), amerikanischer Schauspieler
- Celata, Pier Luigi (* 1937), italienischer Geistlicher, emeritierter Kurienerzbischof
- Celati, Gianni (1937–2022), italienischer Schriftsteller und Übersetzer
- Celatus, antiker römischer Toreut beziehungsweise Bildhauer
- Celaya, Angélica (* 1982), US-amerikanisch-mexikanische Schauspielerin
- Celaya, Gabriel (1911–1991), spanischer Schriftsteller
- Celaya, Juan (* 1998), mexikanischer Wasserspringer
- Celayir, Mahmut (* 1951), kurdisch-deutscher Maler

### Celb
- Celbová, Eva (* 1975), tschechische Beachvolleyballspielerin

### Cele
- Cele, Bheki (* 1952), südafrikanischer Politiker
- Cele, Henry (1949–2007), südafrikanischer Schauspieler und Fußballtorhüter
- Cele, Mondli (1989–2016), südafrikanischer Fußballspieler
- Cele, Ntando (* 1980), südafrikanisch-schweizerische Schauspielerin, Musikerin und Performerin
- Céléa, Jean-Paul (* 1951), französischer Kontrabassist
- Celeban, Piotr (* 1985), polnischer Fußballspieler
- Çelebi, Alpay (* 1999), türkischer Fußballspieler
- Çelebi, Bülent (* 1976), kurdischer Musiker und Schauspieler
- Çelebi, Can (* 1990), türkischer Handballspieler
- Çelebi, Dilşad (* 1984), türkische Schauspielerin und Autorin
- Çelebi, Ekin (* 2000), deutsch-türkischer Fußballspieler
- Çelebi, Erdoğan (* 1939), türkischer Fußballspieler
- Çelebi, Nurullah (* 1965), türkischer Schauspieler
- Çelebi, Serdal (* 1984), deutsch-türkischer Blindenfußballspieler
- Çelebi-Gottschlich, Sevim (* 1950), deutsche Politikerin (AL)
- Čelebić, Nino (* 1991), serbisch-montenegrinischer Basketballspieler
- Çelebicihan, Noman (1885–1918), krimtatarischer Mufti und Führer der Unabhängigkeitsbewegung (1917–1918)
- Celebrezze, Anthony J. (1910–1998), US-amerikanischer Politiker
- Celebrezze, Anthony J. junior (1941–2003), US-amerikanischer Jurist und Politiker (Demokratische Partei)
- Celebrini, Macklin (* 2006), kanadischer Eishockeyspieler
- Celec, Nino (* 1997), slowenischer Weitspringer
- Celedón, Rafael (* 1979), chilenischer Fußballspieler
- Çelen, Kübra Dilara (* 1989), türkische Schauspielerin
- Celena, Mondie-Milner (* 1968), US-amerikanische Leichtathletin
- Celeng, Mária (* 1988), ungarische Opernsängerin der Stimmlage Sopran
- Çelenk, Erhan (* 1989), türkischer Fußballspieler
- Çelenk, Halit (1922–2011), türkischer Jurist und Politiker
- Celent, Zlatko (1952–1992), jugoslawischer Ruderer
- Celentano, Adriano (* 1938), italienischer Sänger und SchauspielerAdriano Celentano (* 1938)

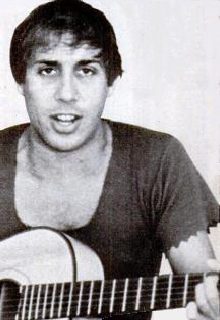
Adriano Celentano (* 1938)

- Celentano, Bernardo (1835–1863), italienischer Maler
- Celentano, Daniel (1902–1980), US-amerikanischer Maler und Graphiker
- Celentano, Jeff (* 1960), US-amerikanischer Filmschauspieler, Filmregisseur, Filmproduzent, Drehbuchautor und Schauspiellehrer
- Celentano, Luisa (* 1965), italienische Jazzsängerin, Gesangspädagogin, Komponistin, Musicaldarstellerin, Designerin, Illustratorin und Autorin
- Celentano, Rosalinda (* 1968), italienische Schauspielerin
- Celente, Gerald (* 1946), amerikanischer Trendforscher, Unternehmensberater und Autor
- Celer, römischer Ritter
- Celer, spätantiker spätantiker Militär und Konsul (508)
- Celer, Nicolaus († 1516), römisch-katholischer Theologe
- Celesia, Michelangelo (1814–1904), italienischer Ordensgeistlicher, Erzbischof von Palermo, Kardinal
- Celeski, Billy (* 1985), australischer Fußballspieler
- Celestand, John (* 1977), US-amerikanischer Basketballspieler
- Celeste (* 1972), US-amerikanische Erotik- und Pornodarstellerin
- Celeste (* 1994), amerikanisch-britische Singer-Songwriterin
- Celeste, Arthur (* 1962), philippinischer Politiker und Geschäftsmann
- Celeste, Dick (* 1937), US-amerikanischer Politiker (Demokratische Partei)
- Celeste, Gianni (* 1964), italienischer Sänger neapolitanischen Ursprungs
- Celeste, Maria (1600–1634), Nonne
- Celesti, Andrea (1637–1712), italienischer Maler des Barock
- Celestial Cariño, Nestor (1938–2025), philippinischer Geistlicher, römisch-katholischer Bischof von Legazpi
- Célestin, Jude (* 1962), haitianischer Politiker
- Célestin, Martial (1913–2011), haitianischer Politiker
- Celestin, Papa (1884–1954), US-amerikanischer Jazz-Trompeter, Kornettist, Sänger und Bandleader des New Orleans Jazz
- Celestini, Fabio (* 1975), schweizerischer Fussballspieler und -trainerFabio Celestini (* 1975)

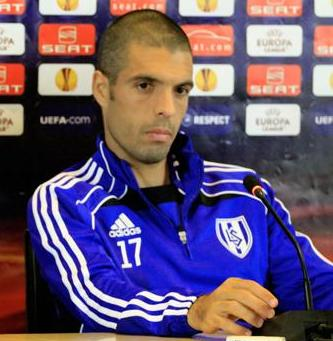
Fabio Celestini (* 1975)

- Celestini, Federico (* 1964), italienischer Musikwissenschaftler
- Celestini, Giovanni, venezianischer Cembalo- und Virginalbauer
- Celestino Silva Soares, Pedro (* 1987), kap-verdischer Fußballspieler
- Celestino, Eligio (1739–1812), italienischer, vor allem in Deutschland tätiger Geiger, Komponist und Kapellmeister
- Celestino, Mirko (* 1974), italienischer Radrennfahrer
- Celestrín, Alberto (* 1983), deutscher Taekwondoin kubanischer Herkunft

### Celi
- Celi, Adolfo (1922–1986), italienischer Schauspieler und RegisseurAdolfo Celi (1922–1986)

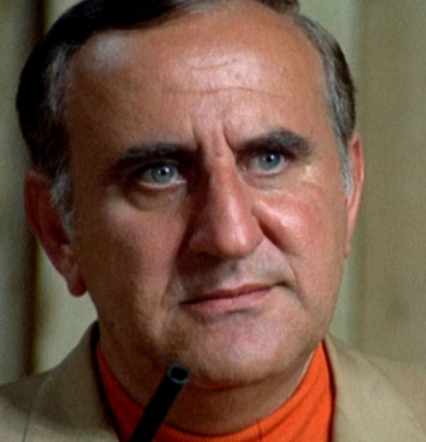
Adolfo Celi (1922–1986)

- Celi, Ara (* 1974), US-amerikanische Schauspielerin und Synchronsprecherin
- Celia, Athanasio, Kunstmaler, Autor und Kunstexperte
- Celibidache, Sergiu (1912–1996), deutscher Dirigent
- Celic, Davor (* 1982), serbischer Fußballspieler
- Čelić, Dragutin (* 1962), kroatischer Fußballspieler
- Celic, Nemanja (* 1999), österreichischer Fußballspieler
- Çelik (* 1966), türkischer Popmusiker
- Celik, Abdullah (* 1997), österreichischer Fußballspieler
- Çelik, Ali (* 1988), türkischer Fußballspieler
- Çelik, Atakan (* 1990), türkischer Schauspieler und Sänger
- Celik, Ava (* 1990), deutsche Schauspielerin türkischer Herkunft
- Çelik, Aygen-Sibel (* 1969), türkisch-deutsche Kinder- und Jugendbuchautorin
- Çelik, Ayla (* 1973), türkische Popsängerin und Songwriterin
- Çelik, Azad (* 1987), deutscher Schauspieler türkisch-kurdischer Abstammung
- Çelik, Burak (* 1992), türkischer Schauspieler und Model
- Çelik, Cihan (* 1986), deutscher Mediziner und Facharzt für Innere Medizin und Pneumologie
- Çelik, Cüneyt (* 1987), türkischer Fußballtorhüter
- Çelik, Damla (* 1997), türkische Leichtathletin
- Çelik, Dede (* 1987), türkischer Fußballspieler
- Çelik, Deniz (* 1978), deutscher Politiker (Die Linke), Vizepräsident der Hamburgischen BürgerschaftDeniz Çelik (* 1978)

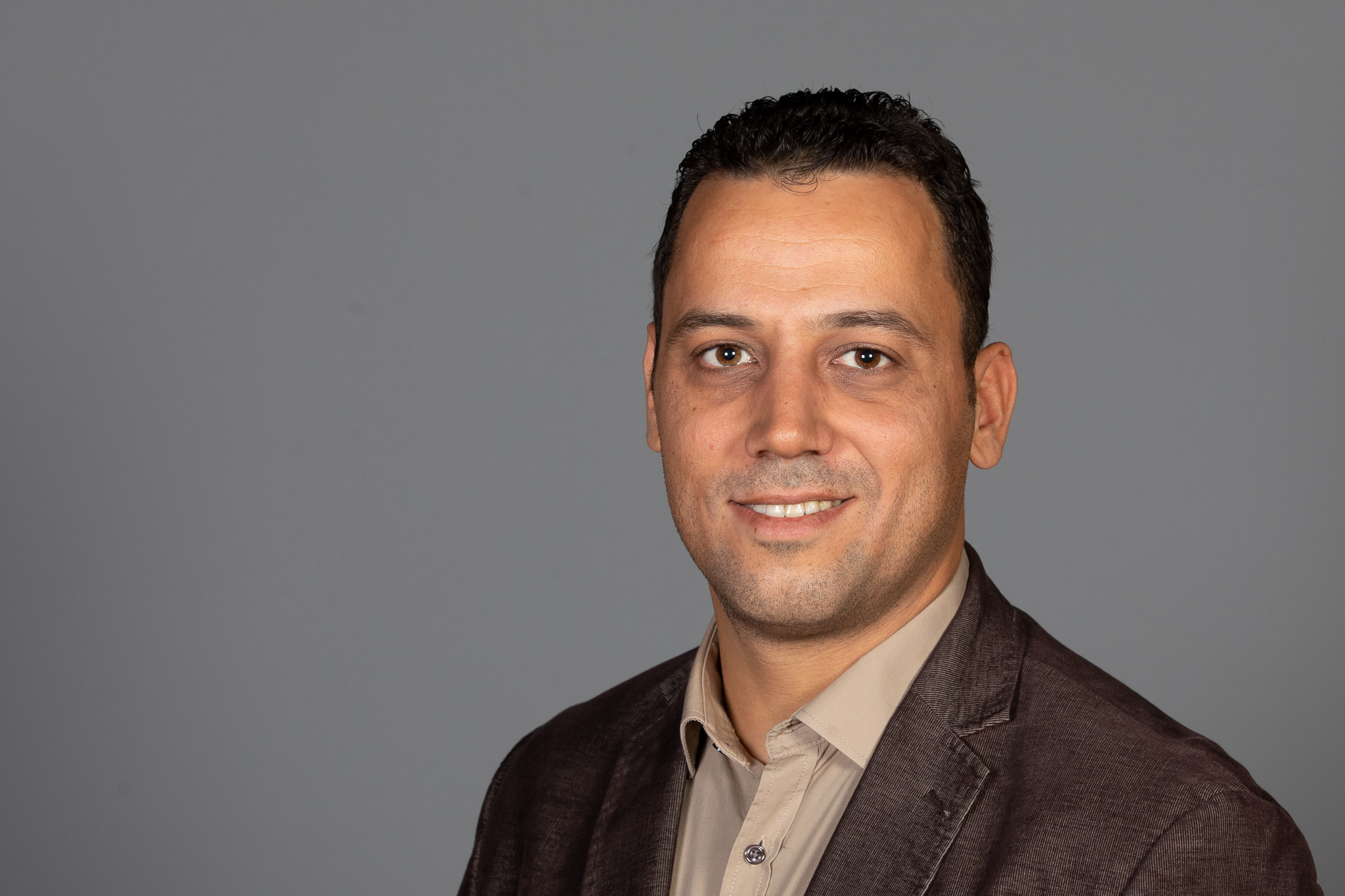
Deniz Çelik (* 1978)

- Čelik, Dragutin (1894–1958), bosnischer Geistlicher
- Çelik, Erdal (* 1988), deutsch-türkischer Fußballspieler
- Çelik, Faruk (* 1956), türkischer Lehrer, Politiker und Minister
- Çelik, Fırat (* 1981), türkischer Schauspieler
- Çelik, Hasan (* 1968), türkischer Fußballspieler und -trainer
- Çelik, Haşim (* 1990), türkischer Taekwondoin
- Çelik, Hıdır Eren (* 1960), türkischer deutschsprachiger Schriftsteller, Soziologe und Journalist
- Çelik, Hikmet, türkischer Generalmajor
- Çelik, Hüseyin (* 1959), türkischer Hochschulprofessor, Politiker und Bildungsminister
- Çelik, İzzet (* 2004), türkischer Fußballspieler
- Çelik, Mehmet (* 2001), türkischer Mittelstreckenläufer
- Čelik, Merima (* 1989), bosnische Fußballschiedsrichterin
- Çelik, Mervan (* 1990), schwedischer Fußballspieler
- Çelik, Mete (* 1996), türkisch-deutscher Fußballspieler
- Çelik, Muğdat (* 1990), türkischer Fußballspieler
- Çelik, Murat (* 1993), türkischer Fußballspieler
- Çelik, Musa (* 1983), deutscher Fußballspieler
- Çelik, Neco (* 1972), deutscher Film- und Theaterregisseur
- Čelik, Nidal (* 2006), bosnisch-herzegowinischer Fußballspieler
- Çelik, Oğuzhan, deutscher Autor, Journalist und Moderator
- Çelik, Ömer (* 1968), türkischer PolitikerÖmer Çelik (* 1968)

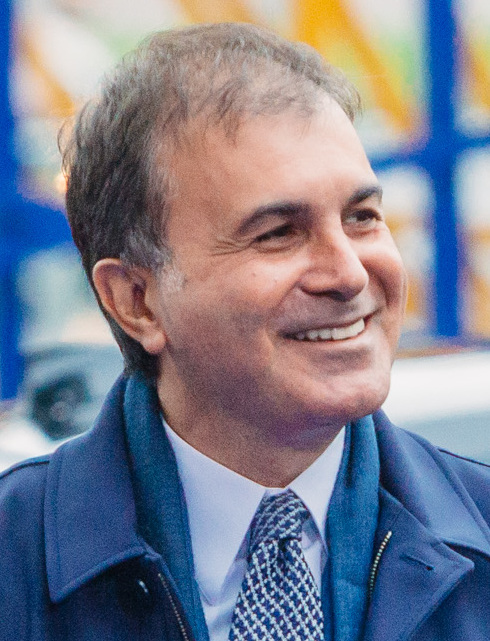
Ömer Çelik (* 1968)

- Celik, Onur (* 1978), deutsch-türkischer Fußballspieler
- Çelik, Orhan (* 1959), türkischer Schriftsteller
- Çelik, Osman (* 1991), türkischer Fußballspieler
- Çelik, Öykü (* 1987), türkische Schauspielerin
- Çelik, Özgür (* 1986), türkischer Fußballspieler
- Çelik, Recep (* 1987), türkischer Fußballspieler
- Çelik, Sanem (* 1975), türkische Schauspielerin und Ballerina
- Çelik, Selahattin (* 1957), türkisch-kurdischer Schriftsteller und Journalist
- Çelik, Sena Nur (* 1986), türkische Politikerin und Juristin
- Celik, Susanne (* 1994), schwedische Tennisspielerin
- Çelik, Yasin (* 1975), türkischer Fußballspieler und -trainer
- Çelik, Zeki (* 1997), türkischer FußballspielerZeki Çelik (* 1997)

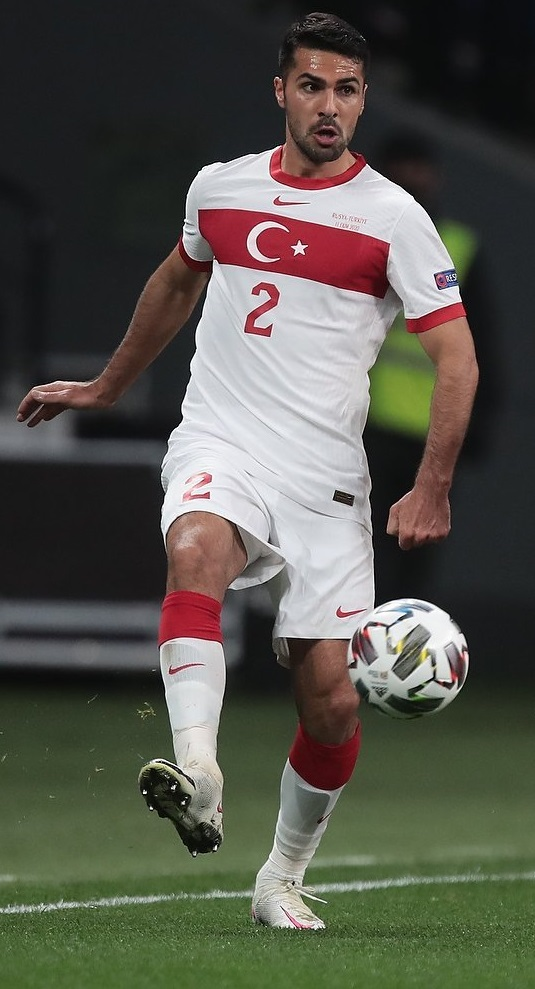
Zeki Çelik (* 1997)

- Celikates, Robin (* 1977), deutscher Sozialwissenschaftler und Philosoph
- Çelikay, Korcan (* 1987), türkischer Fußballtorhüter
- Çelikbilek, Altuğ (* 1996), türkischer Tennisspieler
- Çeliker, Özkan (* 1980), türkischer Fußballschiedsrichter
- Çelikkol, İbrahim (* 1984), türkischer Schauspieler
- Čeliković, Nermin (* 1980), bosnischer Fußballspieler und Spielerberater
- Çeliköz, İzel (* 1969), türkische Popsängerin
- Çelikten, Ahmet Ali (1883–1969), türkischer Pilot
- Çeliku, Florent (1968–2014), albanischer Diplomat; Persönlichkeit des Islams
- Çeliku, Hajredin (1927–2005), albanischer kommunistischer Politiker
- Çeliku, Rexhep (1954–2018), albanischer Choreograf und Tänzer
- Çelikyurt, Süleyman (* 1989), deutsch-türkischer Fußballspieler
- Celil, Celile (* 1936), kurdischer Historiker und Autor
- Celiloğlu, Deniz (* 1986), türkischer Schauspieler
- Celina (* 2000), deutsche Singer-Songwriterin und Popmusik-Künstlerin
- Celina, Bersant (* 1996), norwegisch-kosovarischer Fußballspieler
- Celina, Kerstin (* 1968), deutsche Politikerin (Bündnis 90/Die Grünen), MdL
- Celina, Lindanor (1917–2003), brasilianische Schriftstellerin
- Céline (* 2000), deutsche Rapperin und Sängerin
- Céline, Louis-Ferdinand (1894–1961), französischer Schriftsteller und ArztLouis-Ferdinand Céline (1894–1961)

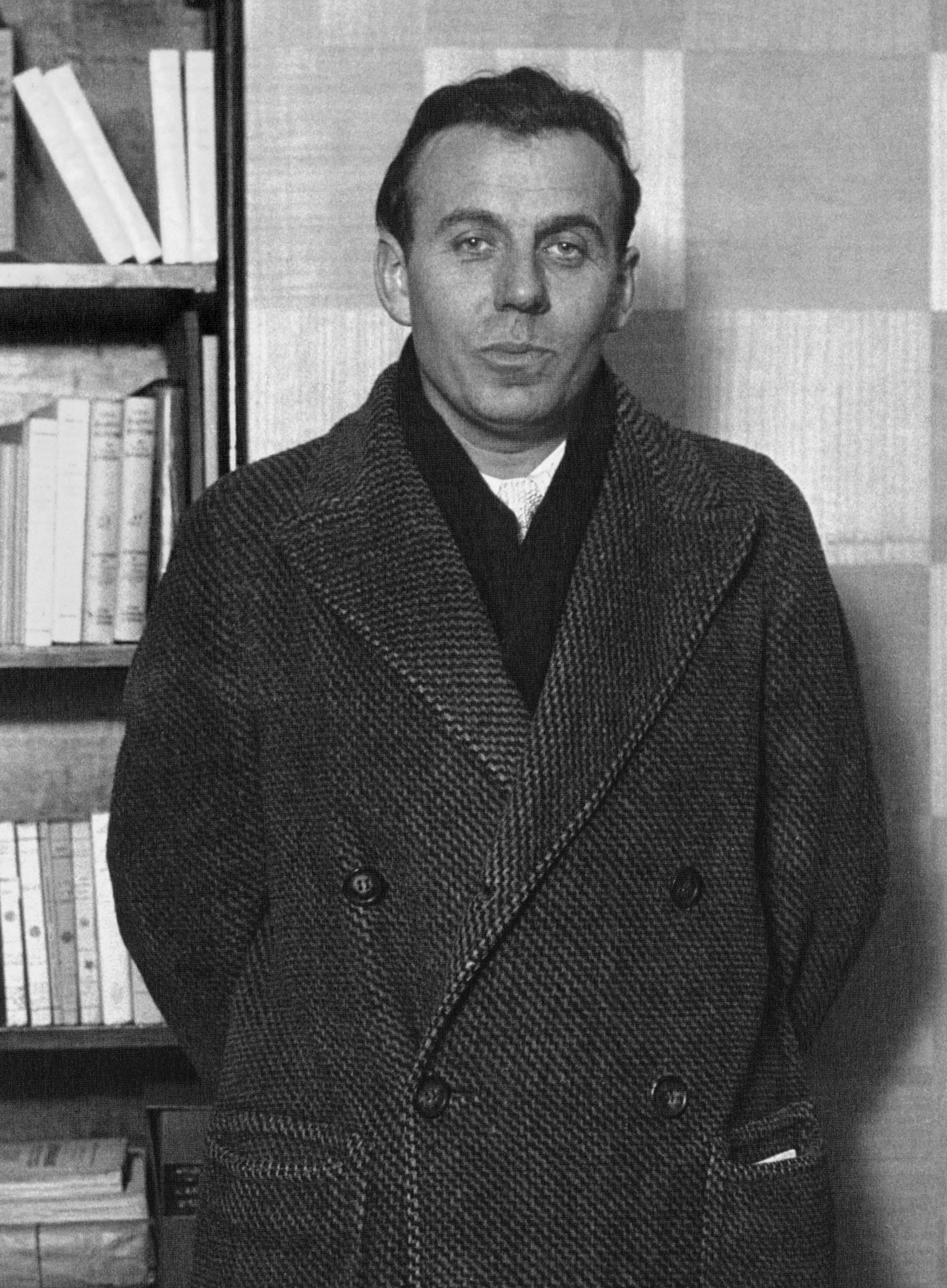
Louis-Ferdinand Céline (1894–1961)

- Celino, Anthony (* 1972), philippinisch-US-amerikanischer römisch-katholischer Geistlicher und Weihbischof in El Paso
- Celińska, Stanisława (* 1947), polnische Schauspielerin
- Celiński, Andrzej (* 1950), polnischer Politiker, Mitglied des Sejm
- Celio, Enrico (1889–1980), Schweizer Politiker (CVP)
- Celio, Manuele (* 1966), Schweizer Eishockeyspieler
- Celio, Nello (1914–1995), Schweizer Politiker (FDP)Nello Celio (1914–1995)

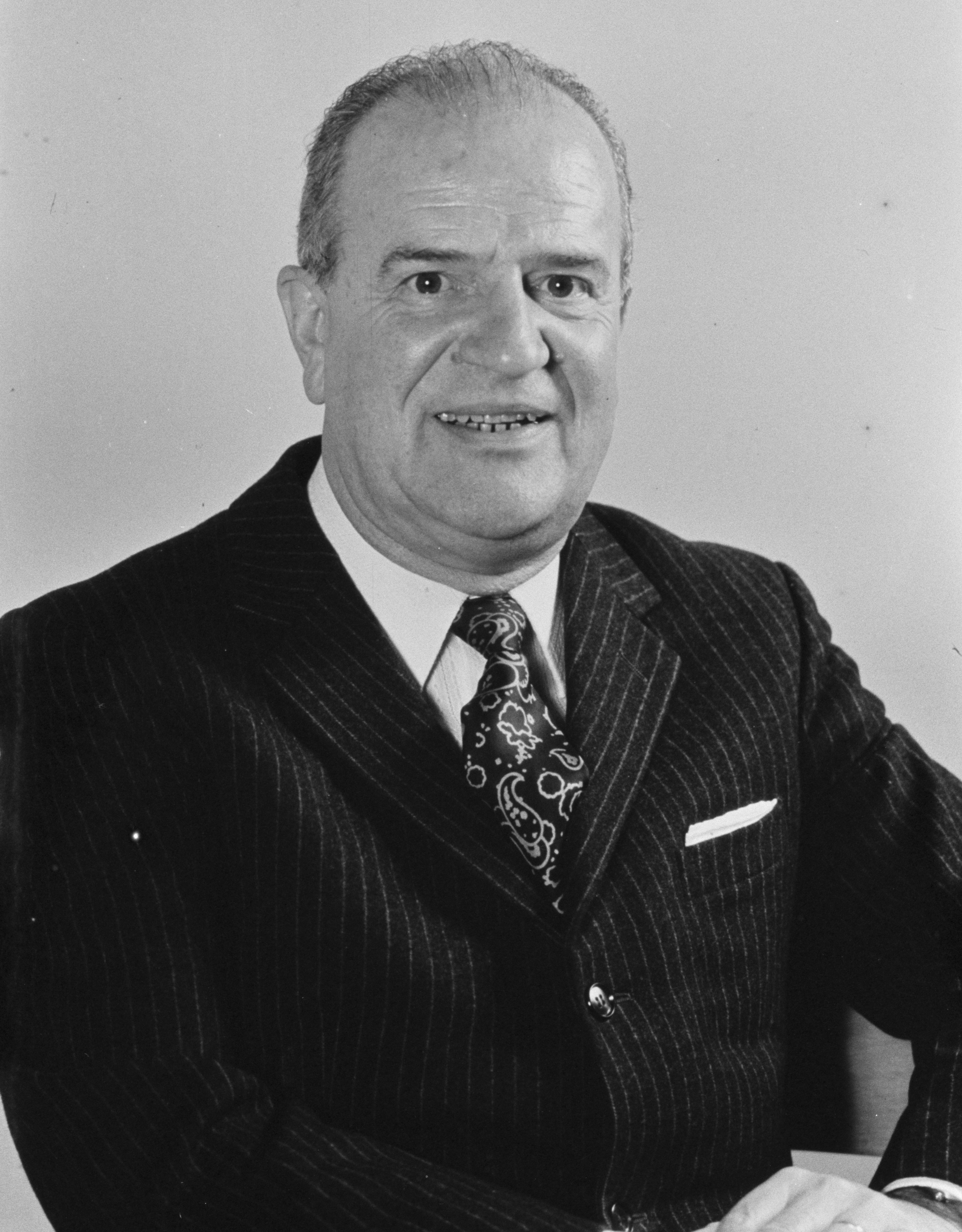
Nello Celio (1914–1995)

- Celio, Nicola (* 1972), Schweizer Eishockeyspieler
- Celis, Alfonso junior (* 1996), mexikanischer Automobilrennfahrer
- Celis, Félix Vidal (* 1982), spanischer Radrennfahrer
- Celis, Matías (* 1989), chilenischer Fußballspieler
- Celis, Nancy (* 1966), deutsche Volleyballspielerin
- Celis, Stijn (* 1964), belgischer Balletttänzer, Choreograf, Ballettdirektor und Bühnenbildner

### Celk
- Celko, Joe, US-amerikanischer Informatiker

### Cell
- Cella, Angelo (1923–2008), italienischer Ordensgeistlicher, römisch-katholischer Bischof von Veroli
- Cella, Bernhard (* 1969), österreichischer Multimedia-Künstler und Kurator
- Cella, Ettore (1913–2004), Schweizer Schauspieler und Regisseur
- Cella, Gustav (1801–1891), bayerischer Offizier und Generalmajor
- Cella, Johann Jakob (1756–1820), deutscher Jurist
- Cella, Leo (1938–1968), italienischer Rennfahrer
- Cella, Marga (1893–1964), italienische Schauspielerin
- Cella, Philipp (* 1790), Erfinder
- Cellach Mac Aodh (1080–1129), Erzbischof von Armagh
- Cellard, Antoine (1912–2006), französischer Fußballspieler
- Cellard, Jacques (1920–2004), französischer Autor, Romanist, Lexikograf und Argotologe
- Cellarius, Alexander (1898–1979), deutscher Nachrichtenoffizier
- Cellarius, Andreas (1503–1562), deutscher Theologe und Reformator
- Cellarius, Andreas († 1665), Astronom und Kosmograph
- Cellarius, Balthasar (1614–1689), evangelischer Theologe
- Cellarius, Christoph (1638–1707), deutscher Rhetoriker und HochschullehrerChristoph Cellarius (1638–1707)

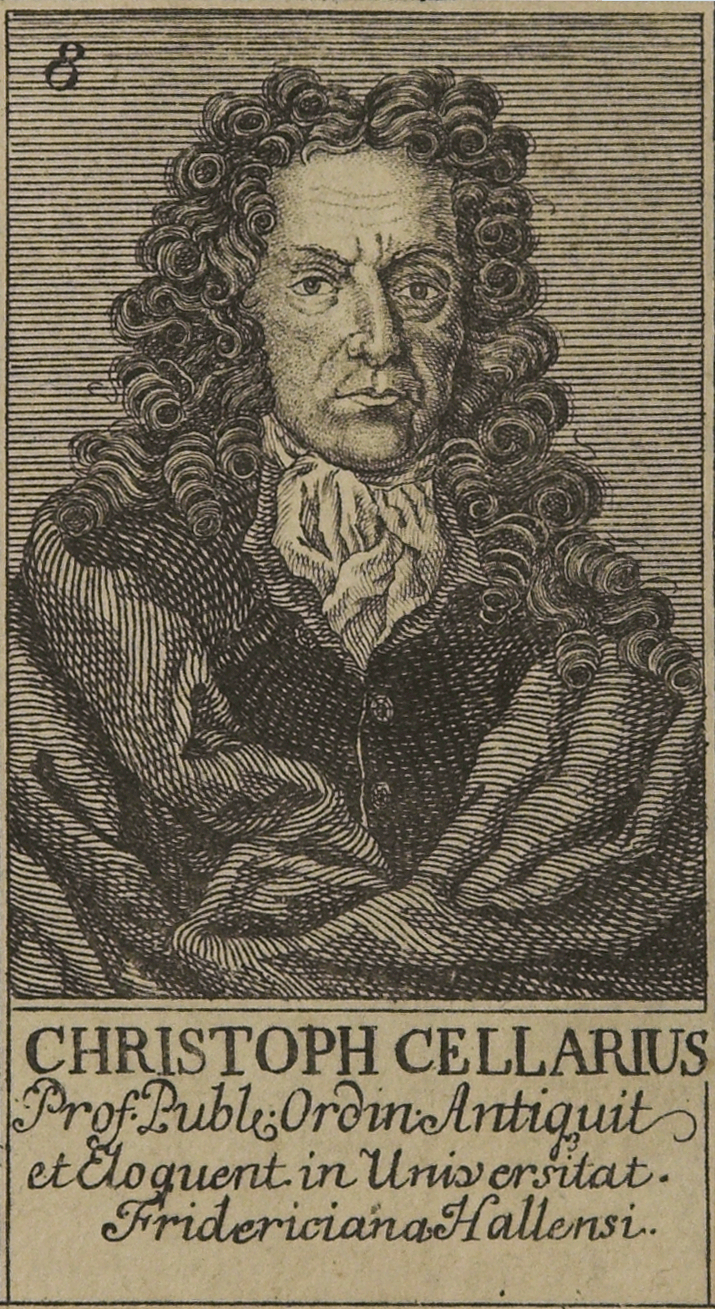
Christoph Cellarius (1638–1707)

- Cellarius, Conrad († 1636), deutscher evangelischer Theologe sowie Hochschullehrer und Rektor an der Universität Tübingen
- Cellarius, Hermann (1815–1867), deutscher Dekorationsmaler, Zeichner und Landschaftsmaler
- Cellarius, Johannes (1496–1542), deutscher lutherischer Theologe
- Cellarius, Justus (1649–1689), deutscher Physiker und evangelischer Theologe
- Cellarius, Ludwig Friedrich (1745–1818), deutscher evangelischer Theologe
- Cellarius, Michael (1490–1548), deutscher Theologe, Reformator
- Cellarius, Simon († 1544), deutscher lutherischer Kantor und Pfarrer
- Cellarius, Theodor (1627–1677), deutscher Altphilologe
- Celler, Emanuel (1888–1981), US-amerikanischer Politiker
- Celler, Miroslav (1991–2023), slowakischer Squashspieler
- Cellérier, Charles (1890–1966), Schweizer evangelischer Geistlicher
- Cellérier, Jacob-Elisée (1785–1862), Schweizer evangelischer Geistlicher und Hochschullehrer
- Cellérier, Jean-Isaac-Samuel (1753–1844), Schweizer evangelischer Geistlicher
- Cellerino, Gastón (* 1986), argentinischer Fußballspieler
- Cellerová, Agáta (* 2003), slowakische Leichtathletin
- Celletti, Alessandra (* 1962), italienische mathematische Physikerin (Dynamische Systeme, Himmelsmechanik)
- Celletti, Rodolfo (1917–2004), italienischer Musikkritiker und Autor
- Celli, Angelo (1857–1914), italienischer Arzt, Bakteriologe, Hygieniker, Parasitologe und Hochschullehrer
- Celli, Claudio Maria (* 1941), italienischer Geistlicher, Kurienbischof und Präsident des Päpstlichen Rates für die sozialen Kommunikationsmittel
- Celli, Davide (* 1967), italienischer Schauspieler und Politiker
- Celli, Joseph (* 1944), US-amerikanischer Komponist und Oboist
- Celli, Luca (* 1979), italienischer Radrennfahrer
- Celli, Simone (* 1982), san-marinesischer Politiker
- Celli-Fraentzel, Anna (1878–1958), deutsche Krankenschwester, Philanthropin und Frauenrechtlerin
- Cellier, Alexandre (1883–1968), französischer Komponist und Organist
- Cellier, Alfred (1844–1891), englischer Organist, Dirigent und Komponist
- Cellier, Caroline (1945–2020), französische Schauspielerin
- Cellier, Elizabeth, katholische englische Hebamme und Pamphlet-Autorin
- Cellier, Marcel (1925–2013), Schweizer Buchhalter, Organist, Volksmusikkundler und Musikproduzent
- Cellier, Peter (* 1928), britischer SchauspielerPeter Cellier (* 1928)

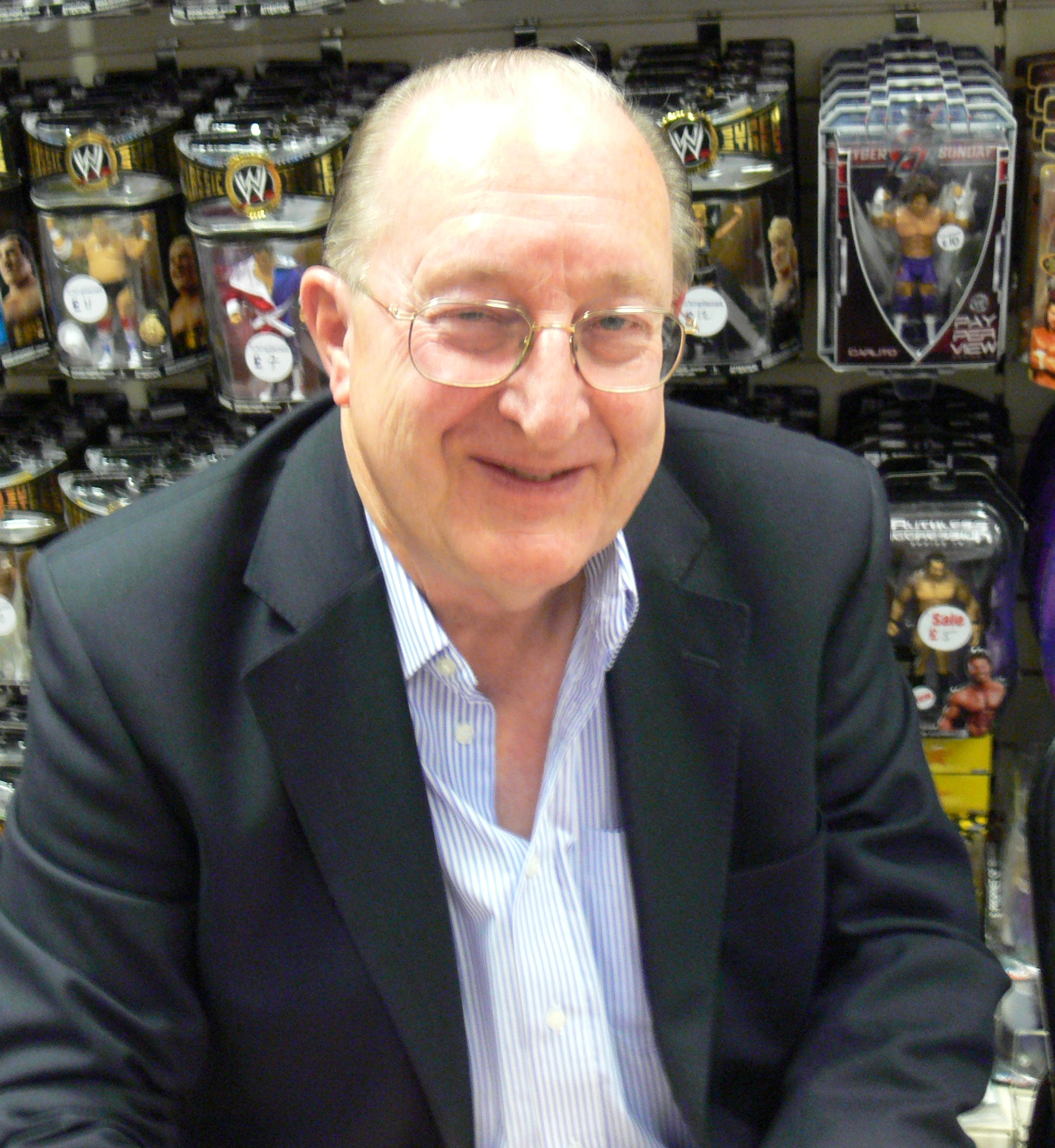
Peter Cellier (* 1928)

- Cellier, Thibault, französischer Jazzmusiker (Kontrabass)
- Celliers, Jacques (* 1978), namibischer Radrennfahrer
- Cellina, Arrigo (* 1941), italienischer Mathematiker
- Cellini, Benni (* 1978), deutscher Musiker
- Cellini, Benvenuto (1500–1571), italienischer Bildhauer und Goldschmied, Vertreter des Manierismus
- Cellini, Karen (* 1958), US-amerikanische Schauspielerin
- Cellius, Erhard (1546–1606), deutscher Historiker, Hochschullehrer und Verleger
- Cellucci, Paul (1948–2013), US-amerikanischer Politiker
- Celly Cel, US-amerikanischer Rapper und Hip-Hop-Produzent

### Celm
- Celma, Stéfi (* 1986), französische Theater- und Filmschauspielerin
- Celmiņš, Gustavs (1899–1968), lettischer Politiker
- Celmiņš, Hugo (1877–1941), lettischer Politiker, Mitglied der Saeima
- Celmins, Vija (* 1938), lettisch-US-amerikanische Zeichnerin und MalerinVija Celmins (* 1938)

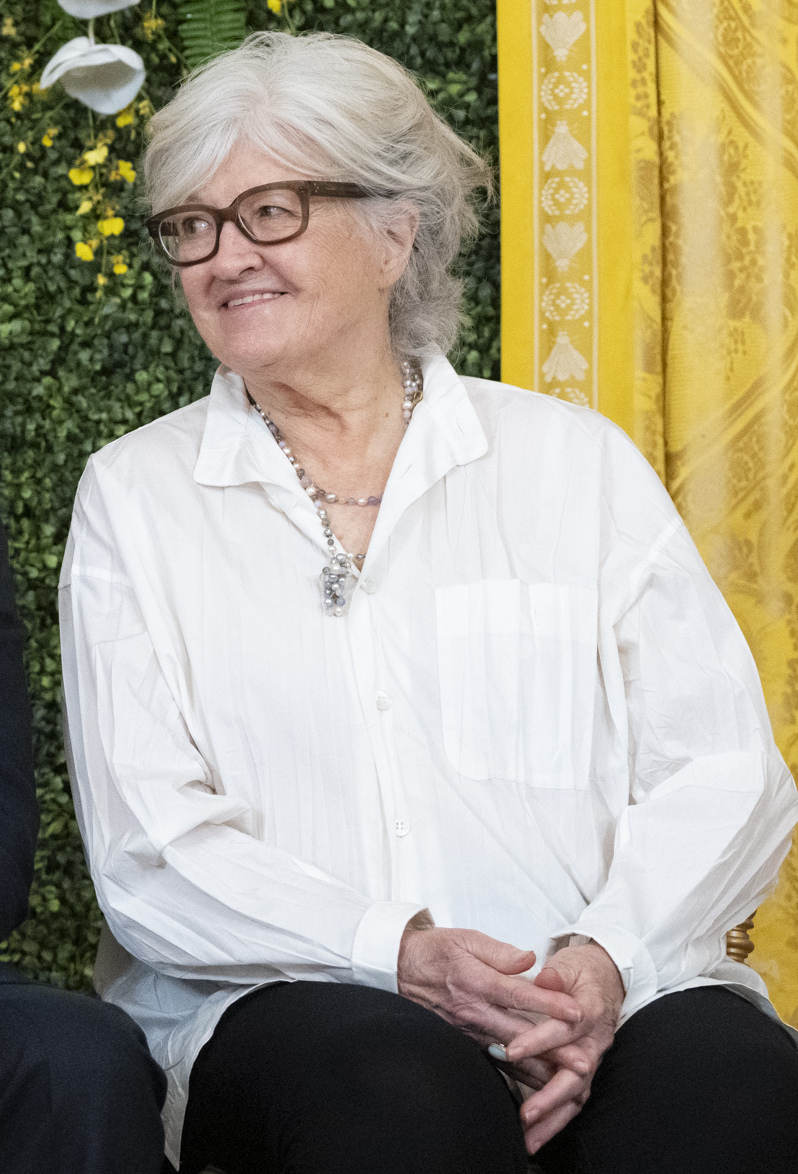
Vija Celmins (* 1938)

- Celms, Teodors (1893–1989), deutsch-baltischer Philosoph und Hochschullehrer

### Celn
- Celnikier, Isaac (1923–2011), polnischer Maler und Bildhauer

### Celo
- Çelo, Ledina (* 1977), albanische Sängerin und Model
- Celona, John (* 1947), US-amerikanischer Komponist, Pianist, Saxophonist, Dirigent und Filmemacher
- Celoni, Sandra (* 1995), italienische Ruderin
- Celoria, Giovanni (1842–1920), italienischer Astronom und Senator
- Celoria, Mario (1911–1984), italienischer Fußballspieler
- Celouch, Natascha (* 1986), österreichische Fußballspielerin und -trainerin
- Celović, Ahmet (* 1940), jugoslawischer Fußballspieler
- Čelovský, Boris (1923–2008), tschechischer Historiker und Philosoph
- Celozzi, Stefano (* 1988), deutscher Fußballspieler

### Cels
- Celse, Balthazar-Pascal (1737–1791), Adliger der Topasse
- Celsi, Angelo († 1671), italienischer Kardinal
- Celsi, Lorenzo († 1365), Doge von Venedig (1361–1365)
- Celsi, Maria, Dogaressa von Venedig (1361–1365)
- Celsi, Santiago, uruguayischer Fußballspieler
- Celsing, Peter (1920–1974), schwedischer Architekt
- Celsinho (* 1988), brasilianischer Fußballspieler
- Celsinus, antiker römischer Toreut
- Celsius, Anders (1701–1744), schwedischer Astronom, Mathematiker und PhysikerAnders Celsius (1701–1744)

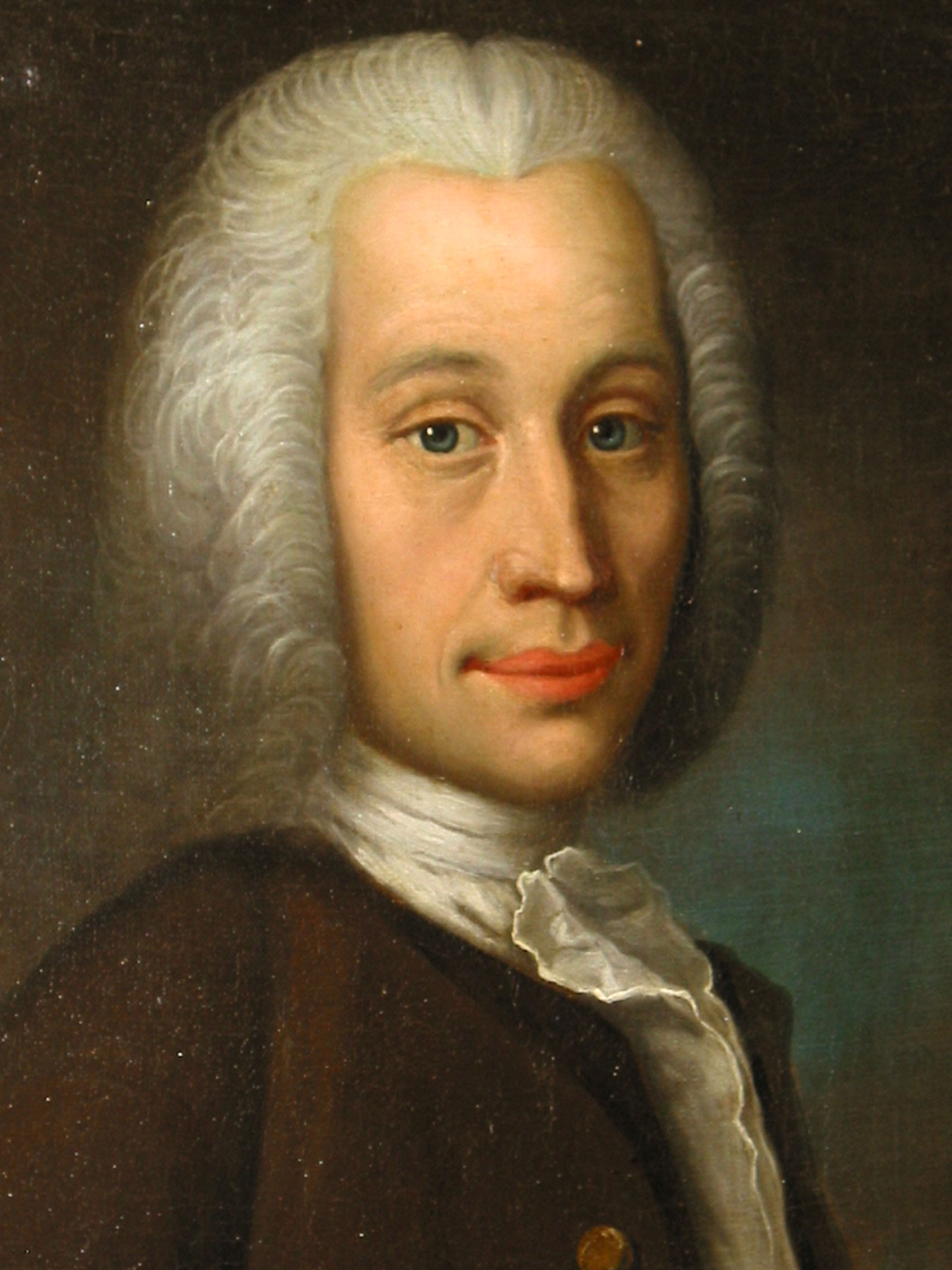
Anders Celsius (1701–1744)

- Celsius, Olof der Ältere (1670–1756), schwedischer Botaniker, Sprachforscher, Runenforscher und Priester
- Celsius, Olof der Jüngere (1716–1794), schwedischer Historiker und Bischof
- Celski, John (* 1990), US-amerikanischer Shorttracker
- Celso de Assis Figueiredo, Afonso (1836–1912), brasilianischer Politiker, Premierminister
- Celso de Assis Figueiredo, Afonso Júnior (1860–1938), brasilianischer Dichter, Historiker und Politiker
- Celso, Riva (* 1974), italienischer Spieleentwickler
- Celsus von Trier, legendärer Bischof von Trier
- Celsus, Aulus Cornelius, römischer Enzyklopädist und Medizinschriftsteller
- Celsus, Publius Iuventius, römischer Jurist und Konsul 129
- Celsus, Publius Iuventius, römischer Konsul 164

### Celt
- Celtis, Conrad (1459–1508), deutscher Humanist und DichterConrad Celtis (1459–1508)

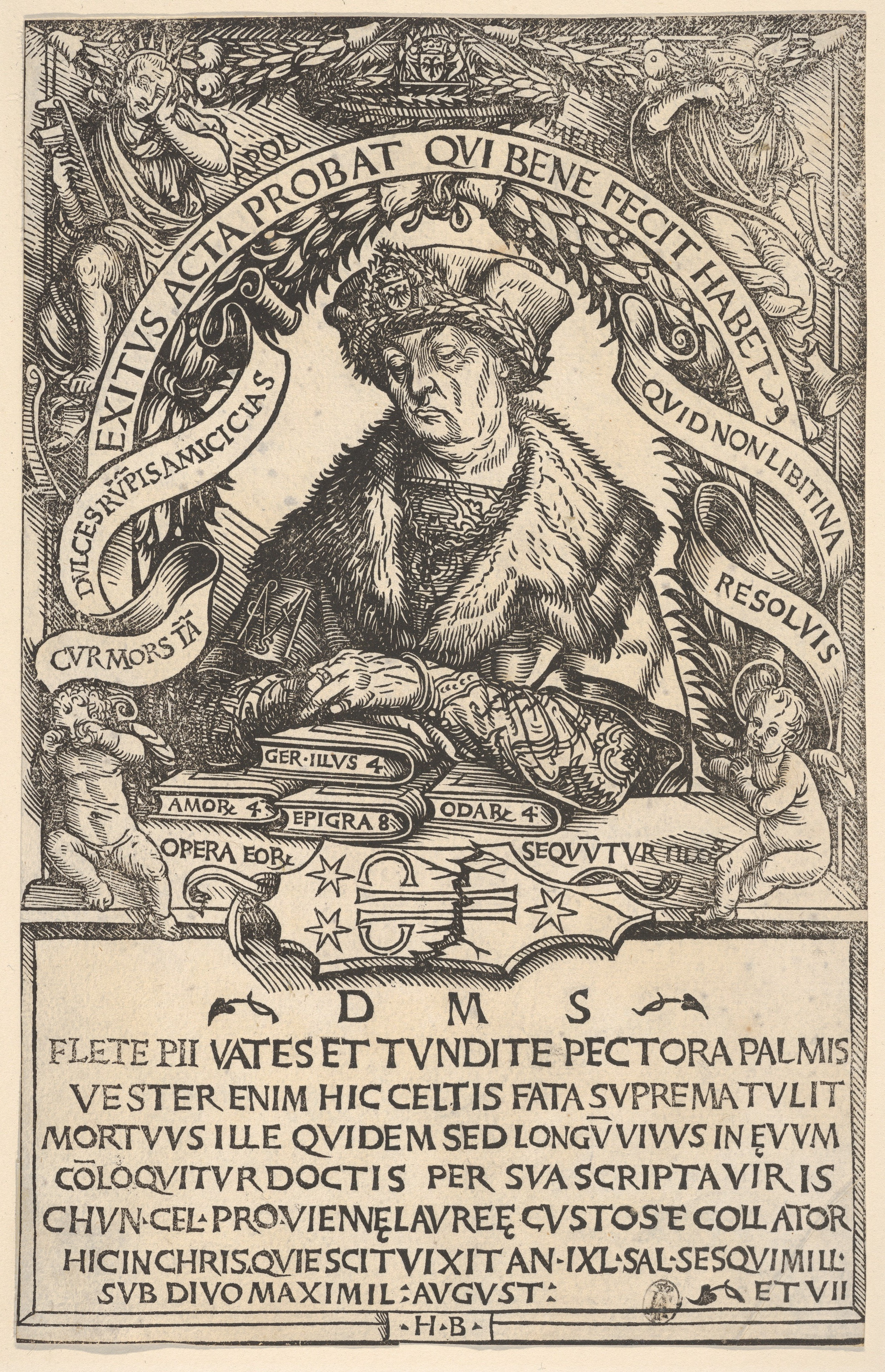
Conrad Celtis (1459–1508)

### Celu
- Čeluškina, Irina (* 1961), serbisch-ukrainische Schachspielerin
- Čelůstka, Ondřej (* 1989), tschechischer Fußballspieler

### Celv
- Celvin, Rodney (* 1996), ghanaisch-malaysischer Fußballspieler

### Cely
- Cély, Damien (* 1989), französischer Wasserspringer

### Celz
- Celzijus, Nives (* 1981), kroatische Sängerin, Model und Schriftstellerin